# モアナ・パシフィカ
モアナ・パシフィカ（Moana Pasifika）は、サモアやトンガ、フィジーなど太平洋諸島にルーツを持つ選手によって編成されているラグビーユニオンのクラブチームで、スーパーラグビー・パシフィックに参加している。ニュージーランド・オークランドに本拠地を置く。

## 沿革
2020年創設。
2022シーズンからスーパーラグビーに参戦。

## フランチャイズエリアと所有権

### フランチャイズエリア
ニュージーランドを拠点としているが、ニュージーランドの州協会を代表とはせず、ニュージーランドやオーストラリアを含む太平洋地域全体から選手を集めている。主に太平洋諸島に居住、または祖先が太平洋諸島にゆかりのある選手で構成されており、サモア人とトンガ人のほか、フィジー人、マオリ人、クック諸島マオリ人などを含む。

### 本拠地
ニュージーランド国内に本拠地を置く。
2022シーズンから、オークランド郊外のマウント・スマート・スタジアムをホームスタジアムとした。2023年シーズン第8戦では、サモアで2回目のスーパーラグビー対戦としてアピア・パークでレッズ戦を行った。
2024年第3節は、マウント・スマート・スタジアムの芝生の問題によりワイカト・スタジアム（ハミルトン）に変更。第6節ではイーデン・パーク（オークランド）、第8節はセメノフスタジアム（ファンガレイ）をホームとして行った。第11節には、トンガで初めてのスーパーラグビー対戦として、首都ヌクアロファにあるトゥファイバ・スポーツスタジアムでハイランダーズ戦を行った。
2025年から、ホームスタジアムをオークランド郊外のノース・ハーバー・スタジアムに移した。

### 所有権
ニュージーランドラグビー（ニュージーランドラグビー協会）がスーパーラグビー・パシフィック参加のライセンスを付与したが、ニュージーランドラグビーによって所有・運営はされていない。モアナ・パシフィカ慈善信託（Moana Pasifika Charitable Trust）による100%の資金によって設立されたが、2024年には所有権の過半数がパシフィカ医師会（Pasifika Medical Association、PMA）グループに移った。

## 成績

### スーパーラグビー戦績
| シーズン | 大会名                         | 試合数 | 勝 | 分 | 敗 | 順位 | 参加チーム数 | プレーオフ |
| -------- | ------------------------------ | ------ | -- | -- | -- | ---- | ------------ | ---------- |
| 2022     | スーパーラグビー・パシフィック | 14     | 2  | 0  | 12 | 12位 | 12チーム     | ―          |
| 2023     | スーパーラグビー・パシフィック | 14     | 1  | 0  | 13 | 12位 | 12チーム     | ―          |
| 2024     | スーパーラグビー・パシフィック | 14     | 4  | 0  | 10 | 11位 | 12チーム     | ―          |
| 2025     | スーパーラグビー・パシフィック | 14     | 6  | 0  | 8  | 7位  | 11チーム     | ―          |

## スコッド
2025シーズンのスコッド（2025年1月現在）
| プロップ - クリス・アポウア - ポネ・ファアマウシリ - ジェームズ・レイ - シオネ・マフィレオ - アブラハム・ポール - ティト・トゥイプロトゥ フッカー - トマシ・マカ - サマ・マロロ - サム・モリ ロック - アラン・クライグ - マイケル・カーリー - トム・サベッジ - サム・スレイド - オファ・タウアテヴァル - オラ・タウエランギ | フランカー/No.8 - ミラクル・ファイランギ - シオネ・ハヴィリ・タリトゥイ - ロトゥ・イニシ - アラマンダ・モトゥンガ - セミシ・パエア - イリエ・パプニ - アーディー・サヴェア スクラムハーフ - アイシー・ハロ - メラニ・マタヴァオ - ジョナサン・タウマテイネ フライハーフ - ジャクソン・ガーデンバショップ - ウィリアム・ハヴィリ - パトリック・ペレグリーニ | センター - ソロモン・アライマロ - ファイン・イニシ - ラロミロ・ラロミロ - ジュリアン・サヴェア ウイング - ネリア・フォマイ - ペペサナ・パタフィロ - ダニー・トアラ - トゥナ・トゥイタマ フルバック - ロシ・フィリポ - カイレン・タウモエフォラウ |
| | | |
| はキャプテン。 | | |